# Jalil Zandi
Jalil Zandi escutarⓘ(Pers جلیل زندی, 2 de maio de 1951 – 1 de abril de 2001) foi um militar iraniano considerado o mais bem sucedido piloto de caça da Guerra Irã-Iraque.

## Guerra Irã-Iraque
Durante a Guerra Irã-Iraque como um piloto de F-14 Tomcat marcou 11 vitórias aéreas (8 confirmadas e 3 prováveis), fazendo dele um ás da aviação. Zandi derrubou quatro MiG-23, dois Su-22, dois MiG-21 e três Mirage F1 durante a guerra. Isto faz com que o piloto mais bem sucedido de F-14 Tomcat no mundo.

## Pós-guerra
Seu último posto oficial, antes de sua morte, foi adjunto de planejamento e organização da Força Aérea Iraniana.

Ele morreu com sua esposa Zahra Moheb Shahedin em 2001 em um acidente de carro perto de Teerã. Ele está enterrado no cemitério Behesht-e Zahra, no sul de Teerã. Ele teve três filhos: Vahid, Amir e Nade.